# Vênus (mitologia)
Vênus (português brasileiro) ou Vénus (português europeu) é uma deusa do panteão romano vista como equivalente a Afrodite no panteão grego, cujo nome vem acompanhado, por vezes, de epítetos como "Citereia" já que, após seu nascimento, teria passado por Citera, onde era adorada sob este nome. 
Vênus é a deusa do amor e da beleza, sendo conhecida também por seu conhecimento (frisando que a mesma não é a Deusa Romana da Sabedoria, sendo essa Minerva), tendo sido assimilada à Vênus romana, uma deusa local do comércio.

## História
O mito do nascimento conta que surgiu de dentro de uma concha de madrepérola, tendo sido gerada pelas espumas (aphros, em grego). Em outra versão, é filha de Júpiter e Dione. Era considerada esposa de Vulcano, o deus formoso, a quem era extremamente fiel.
Vénus foi uma das divindades mais veneradas entre os antigos, sobretudo na cidade de Pafos, onde o templo era admirável. Tinha um olhar vago, e cultuava-se o zanago dos olhos como ideal da beleza feminina. Possuía um carro puxado por cisnes.
Vênus possui muitas formas de representação artística, desde a clássica (greco-romana) até às modernas, passando pela renascentista. É de uma anatomia divinal, daí ser considerada pelos antigos gregos e romanos como a deusa do erotismo, da beleza e do amor.
Os romanos consideravam-se descendentes da deusa pelo lado de Eneias, o fundador mítico da raça romana, que era filho de Vénus com o mortal Anquises.
Na epopeia Os Lusíadas, Luís de Camões apresenta a deusa como a principal apoiante dos heróis portugueses ao lado de Marte.

## Representações de Vênus

### Esculturas

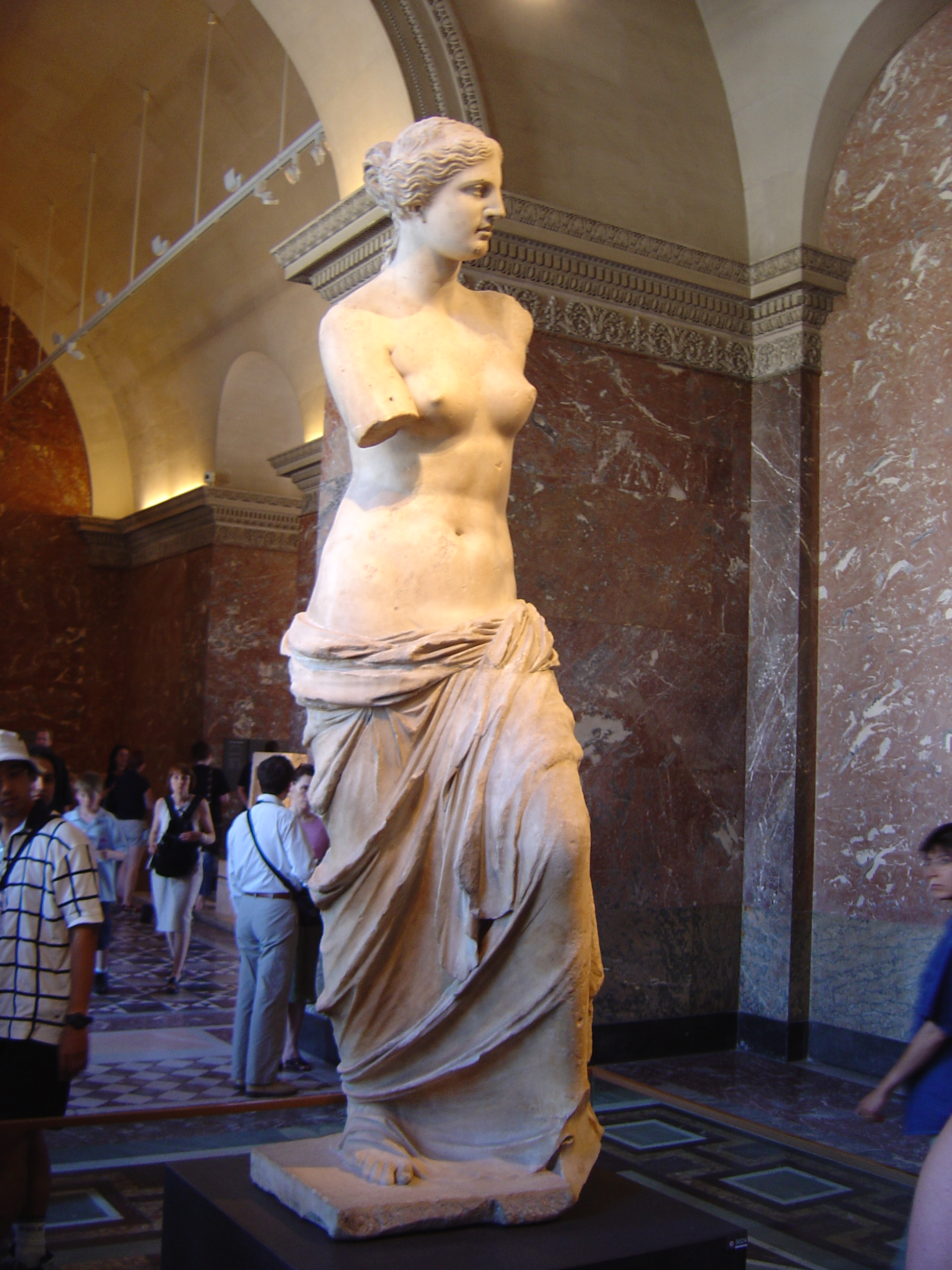
Vênus de Milo, Museu do Louvre
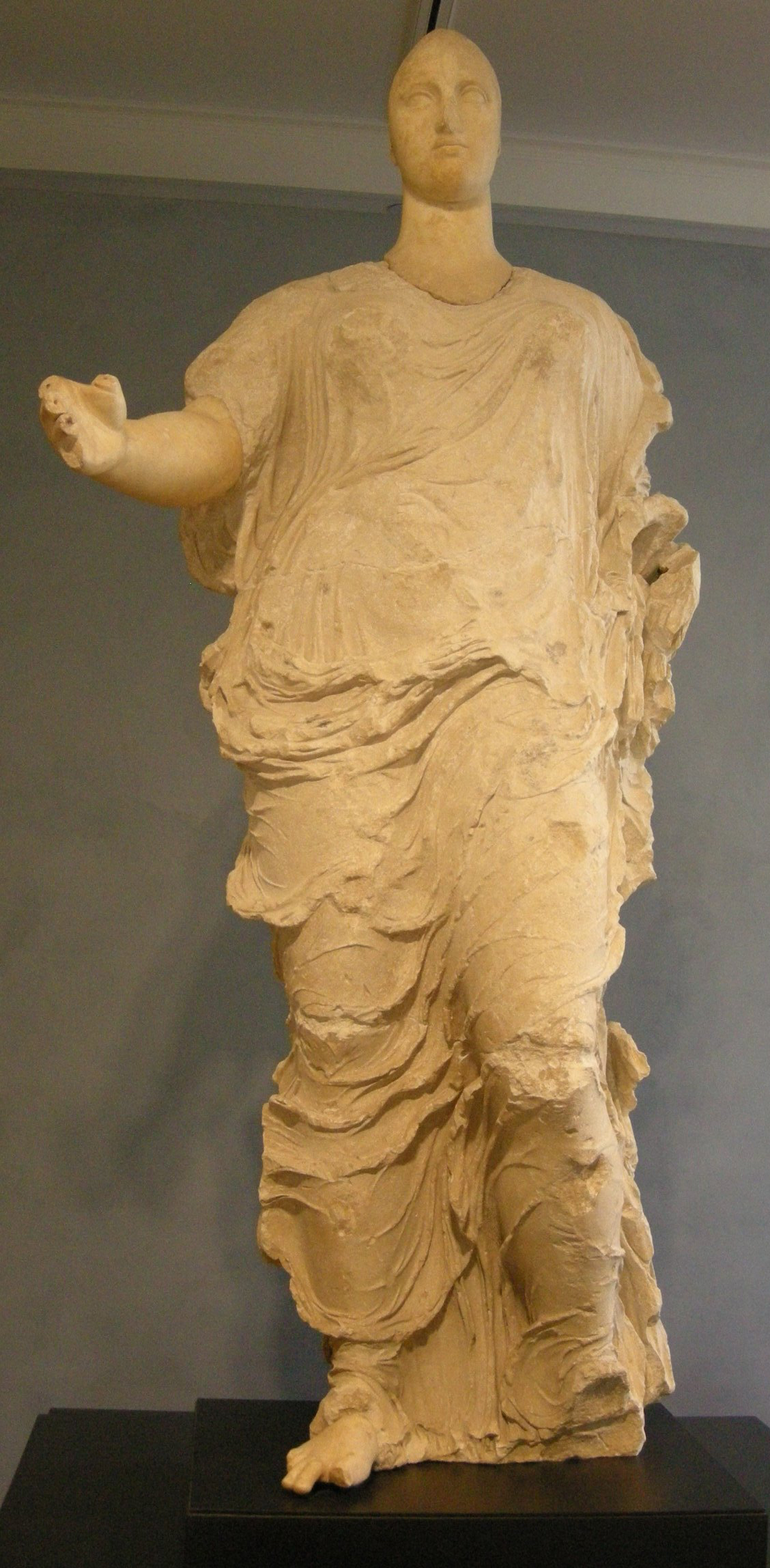
Vênus de Morgantina, c. 425-400 a.C.
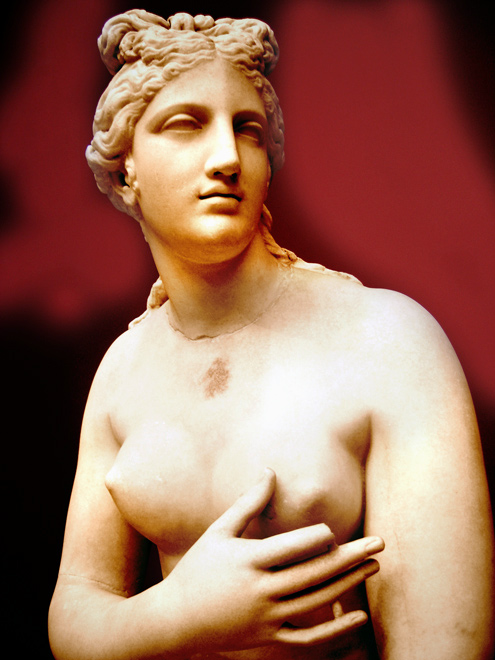
Afrodite, Museu Arqueológico Nacional de Atenas

### Pinturas

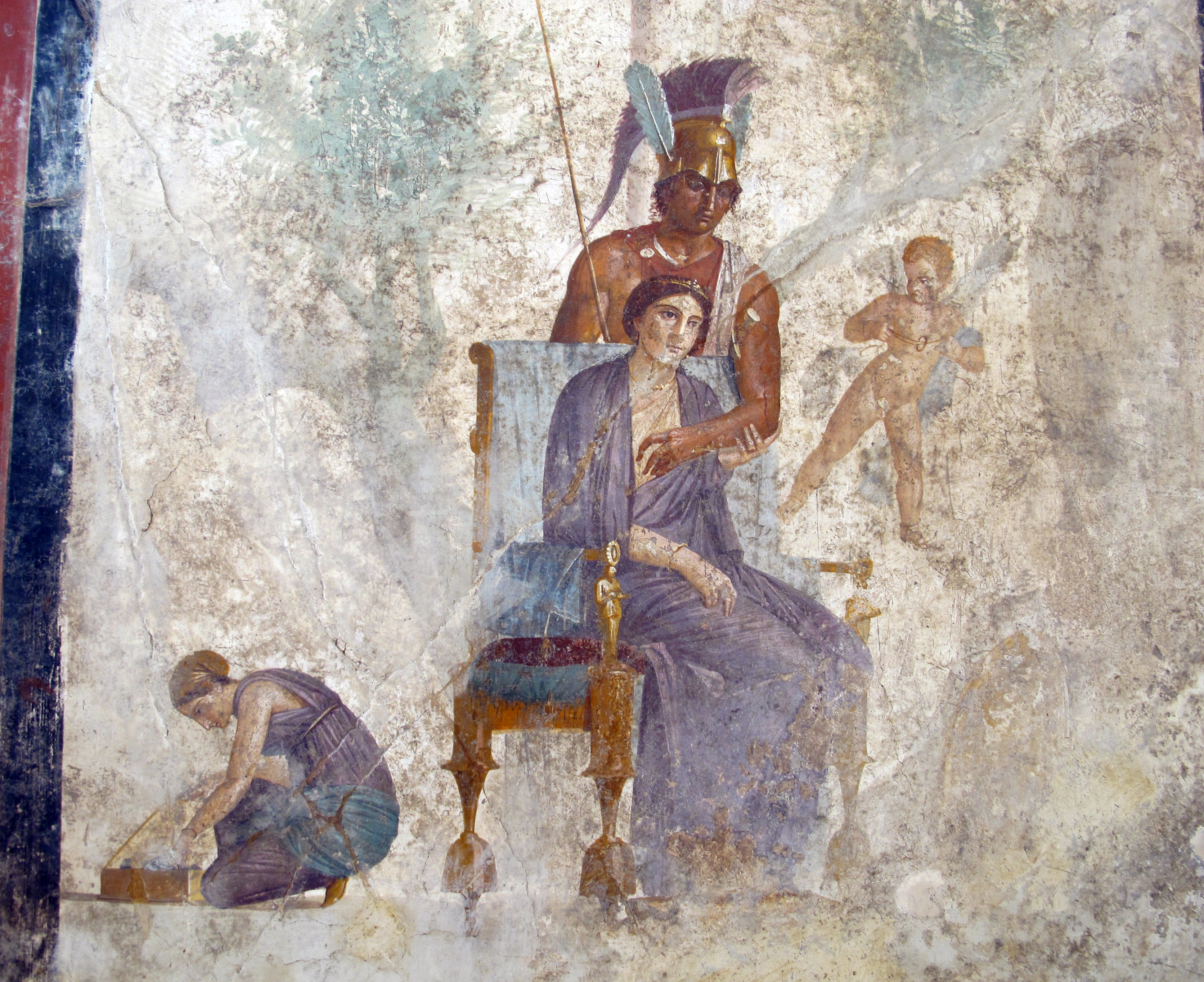
Vênus e Marte, um afresco Romano de Pompeia, século I DC
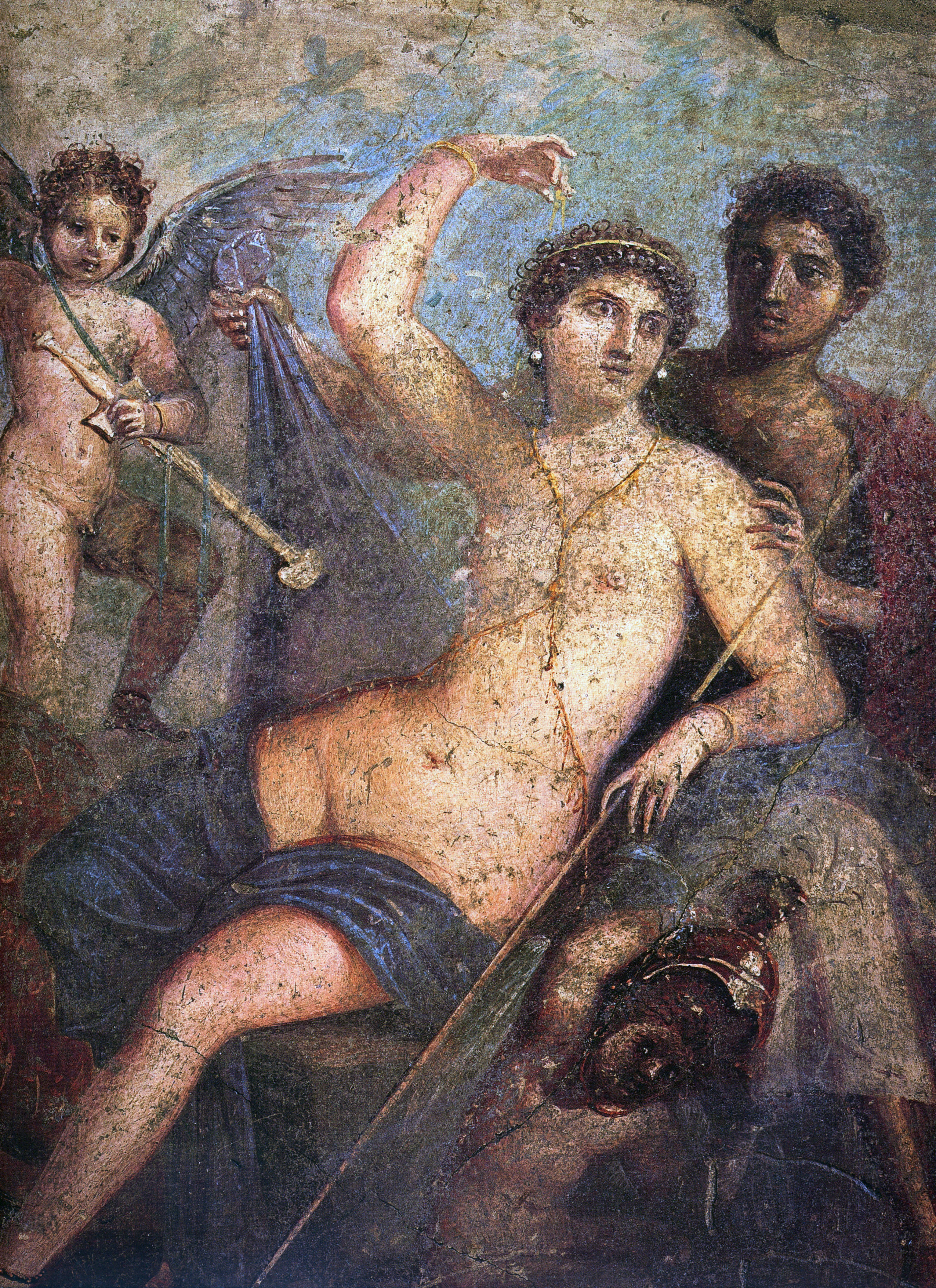
Vênus e Marte, um afresco Romano de Pompeia, século I DC
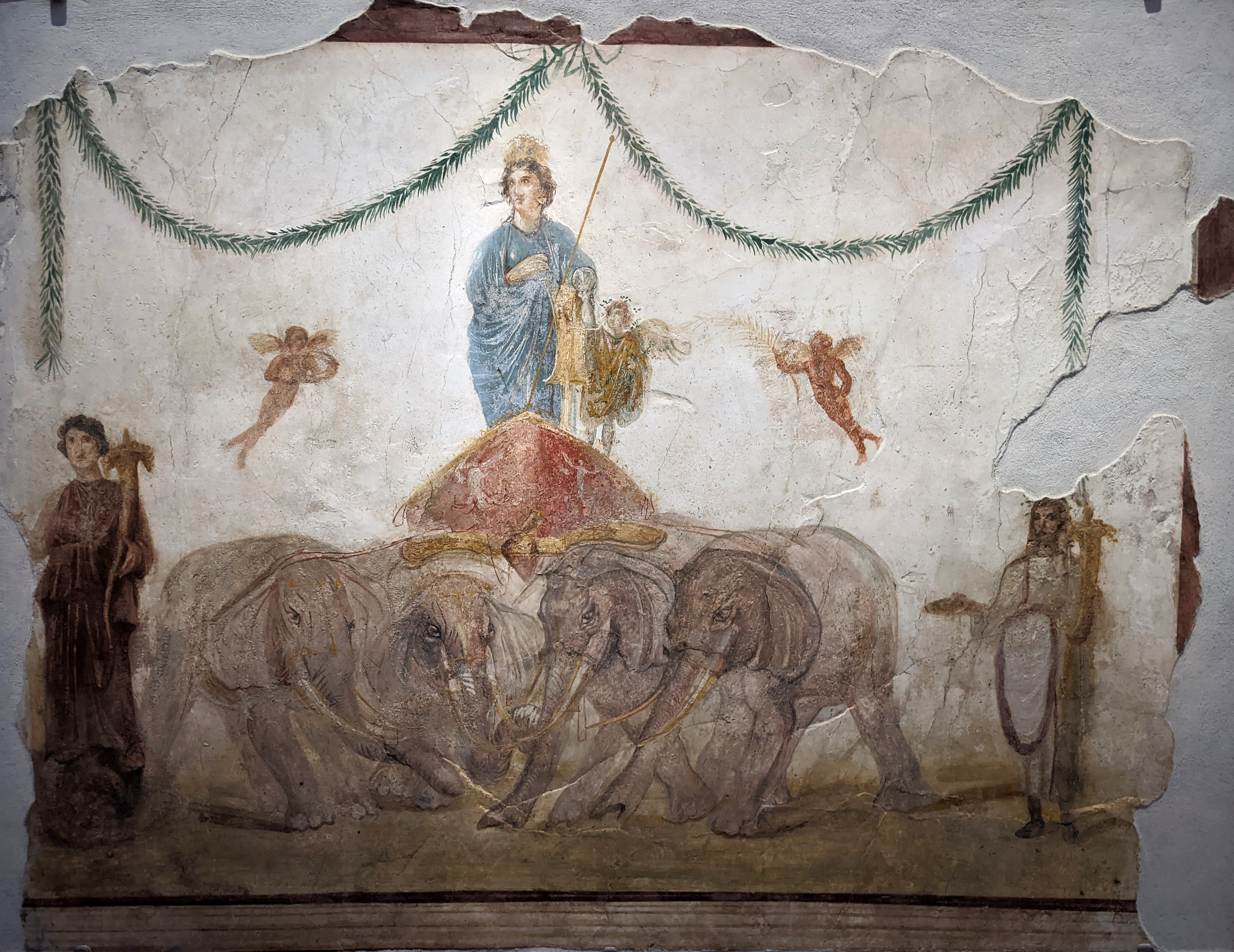
Vénus montando uma quadriga de elefantes, afresco de Pompeia, século I DC
O Nascimento de Vênus, por Sandro Botticelli c. 1485–1486
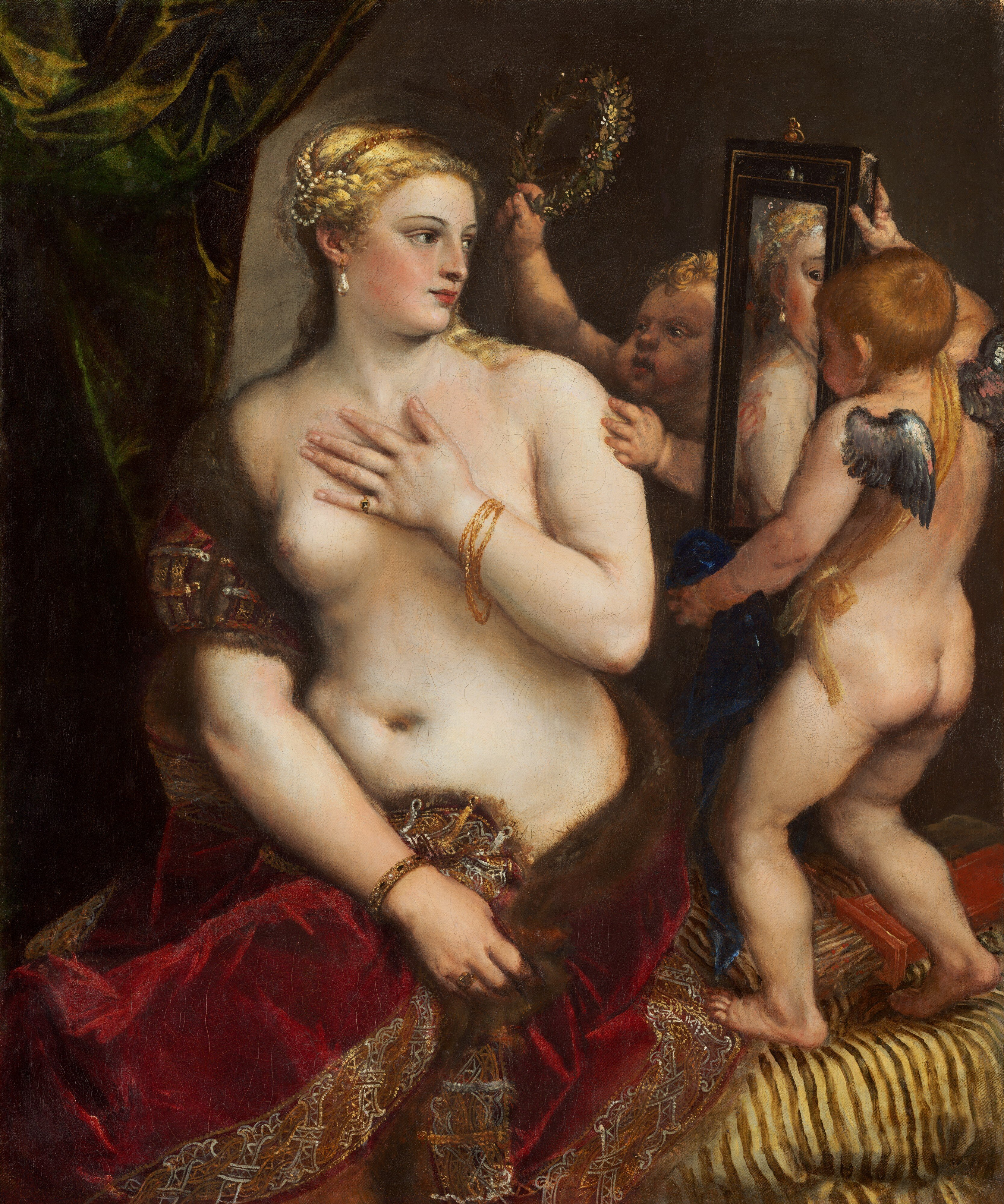
Vênus com um espelho, por Ticiano, ca. 1555
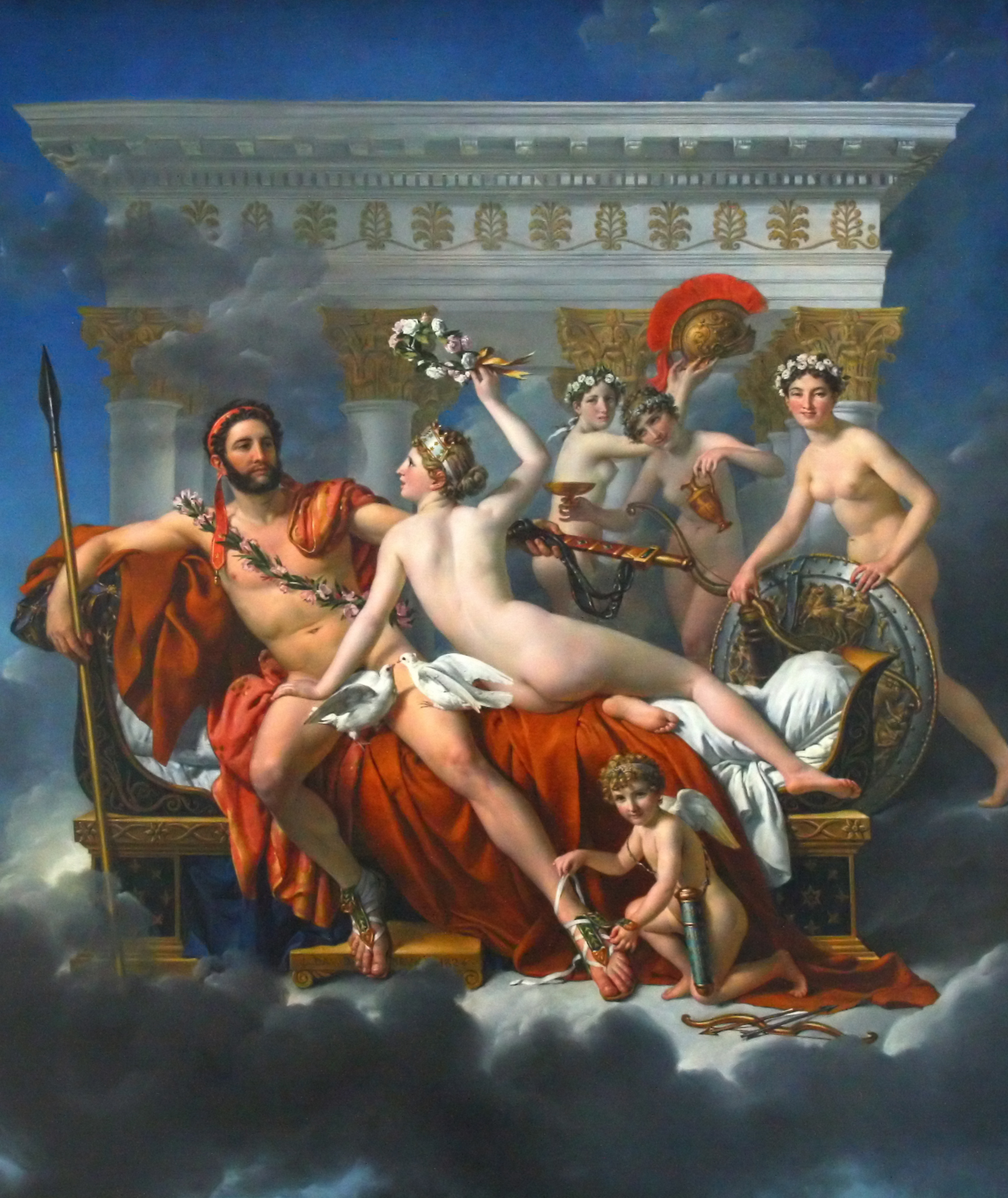
Marte sendo desarmado por Vênus, por Jacques-Louis David
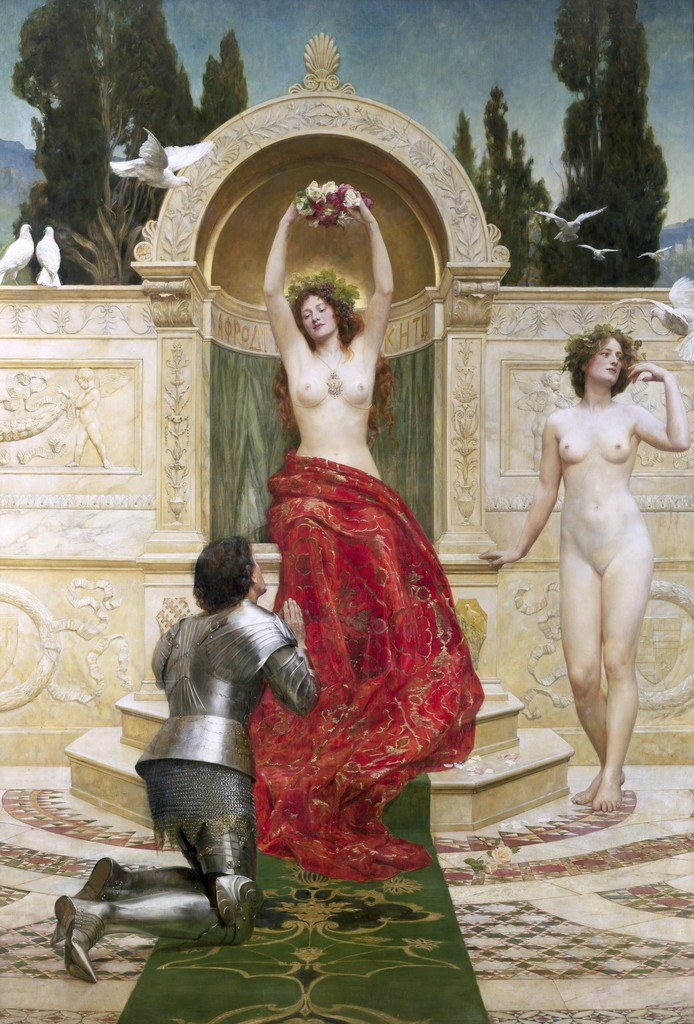
Tannhäuser in the Venusberg, por John Collier, 1901
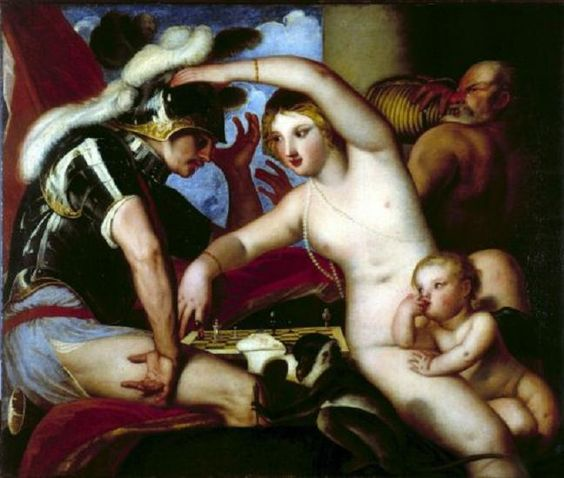
Marte e Vênus jogam xadrez, por Varotari, c. 1640